# Zona archeologica
Zona archeologica (« Zone archeologique ») est une zone urbaine de la ville de Rome, désigné par le code 1.x, qui s'étend sur 4 rioni de la Municipio I suivants :
- R.I - Monti
- R.X - Campitelli
- R.XII - Ripa
- R.XIX - Celio

L'ensemble compte en 2010 : 952 habitants.